# 熊秉坤
熊秉坤（1884年12月22日—1969年5月30日），字載乾，譜名祥元，訓名炳忠、忠炳，湖北省武昌府江夏县（今武汉市江夏区）修文乡熊家灣人，後遷石嘴袁家河楠木廟村。中国民主革命家，中华民国及中华人民共和国军事及政治人物。武昌起义领导人。

## 生平

### 武昌起义前夕
熊秉坤早年在武昌平湖門碼頭做苦力搬運工，後來入湖北陆軍第八鎮工程第八營當兵，升正目（相當於班長），并加入日知會。宣统三年（1911年）春，加入共進會，后来接替雷振声任共进会工程第八营代表，在该营秘密發展會員200多人，任工程营革命军大队长。
1911年9月24日，共进会、文学社召开「文學共進聯合大會」，商討起義大計，大会采纳了熊秉坤的建议，决定由工程营负责在起义中占领该营防地楚望台军械库。但是，10月9日共進會的孫武在漢口俄租界寶善里14號秘密製造炸彈時發生事故，孫武被炸傷。俄國巡捕前來搜查，受傷的孫武和其他人脫逃，但起義的文件、旗幟等被搜走。湖廣總督瑞澂下令全城戒嚴，搜捕革命黨人。文學社負責人蔣翊武聞訊後，決定當夜發動起義，並派人給各營送信。但是當日晚，武昌小朝街85号的起义总指挥部遭到清军突袭，起义计划告吹，彭楚藩、劉復基、楊宏勝被捕，10月10日晨，三人被斬首。

### 武昌起义
10月10日，工程营的革命党人決定在当晚发动起义。熊秉坤又同二十九標代表蔡濟民、三十標王文錦等革命党人聯繫。当天晚上，工程营的程正瀛與金品臣因值班時睡覺被查哨排长陶啟聖糾正，憤而槍殺了陶啟聖，后又击毙了前来弹压的黄坤荣、张文涛，工程营全营震动，枪声四起。熊秉坤当即“下楼吹哨笛集合队伍”，随即对空连开3枪，首先率部占领了楚望台军械库。
熊秉坤等人拉來隊官吳兆麟任湖北革命军臨時總指揮。进攻湖廣總督署的战斗打响后，熊秉坤组成敢死队40人攻破了湖廣總督署的东辕门。翌日黎明前，起义军佔領了湖廣總督署，湖廣總督瑞澂逃走，武昌光复。
阳夏战争爆发后，熊秉坤任民军第五协统领，先后在汉口刘家庙、大智门、跑马场一带同清军作战。1912年1月，湖北军政府整编各部队，第五协被编入第三镇，迁驻云梦地区。

### 民国经历

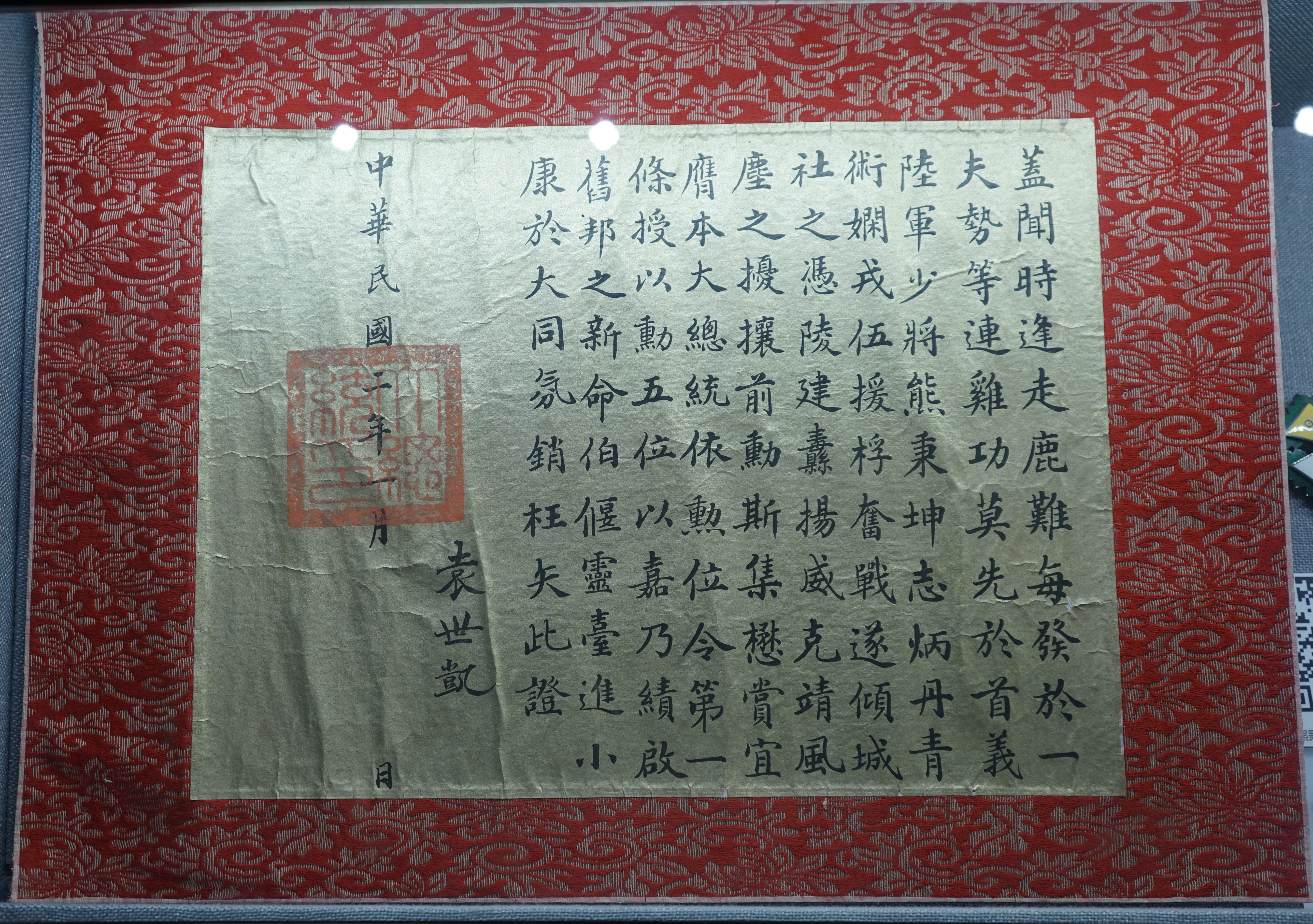
1913年1月袁世凯依《勋位令》颁给熊秉坤的勋五位证书。

1912年10月，北京政府授予熊秉坤陆军少将。1913年1月，袁世凯授予熊秉坤「勋五位」勋章。同年，熊秉坤参加了“二次革命”，组织改进团，后出任鄂中司令。二次革命失败后，遭黎元洪悬赏通缉、缺席审判，熊秉坤流亡日本。1914年，熊秉坤参加中华革命党。同年秋，熊秉坤回到湖北，被孙中山任命为讨袁鄂军司令。
护法运动爆发后，熊秉坤出任广州大元帅府参军、高级副官、代参军长等职。后来，熊秉坤在回到武汉进行策反活动时，正逢二七大罢工，《张国焘回忆录》称，当时武汉的中国共产党的最后一次会议因会议地点被吴佩孚方面发现，乃临时改在熊秉坤家召开。中国国民党成立后，熊秉坤任军事委员会委员。
1928年4月，熊秉坤任湖北省政府委员。1929年6月，熊秉坤被推为湖北代表，参加孙中山灵柩安葬南京中山陵的奉安大典，前往南京执拂。1929年6月，熊秉坤获聘为湖北革命博物馆筹备委员会委员。1929年10月，任武昌“双十节”国庆大会主席。1930年2月，湖北省政府改组时，熊秉坤连任湖北省政府委员。湖北省政府于1930年8月20日正式成立了武昌市政府，在未经南京国民政府核准的情况下，新任市长熊秉坤先行视事。在兼任市长期间，熊秉坤向孙中山学习，不拿兼职薪水。1930年9月19日，国民政府行政院指令内务部，武昌达不到规定的设市标准，不得设市。1930年10月，熊秉坤再度担任武昌“双十节”国庆大会主席。
1932年3月，南京国民政府任命熊秉坤为国民政府军事参议院中将参议。1933年，熊秉坤以亲身经历撰写了《辛亥湖北武昌首义事前运动之经过及临时发难之著述》。1937年抗日战争爆发后，熊秉坤在军事参议院中力主坚持抗战，并多次提出建议。
1946年，熊秉坤退役。第二次国共内战期间，熊秉坤通电反对独裁，推动和平运动。中国人民解放军攻占武汉前夕，熊秉坤参与维持地方治安，是武汉市民临时救济委员会公安组负责人之一。

### 晚年生涯

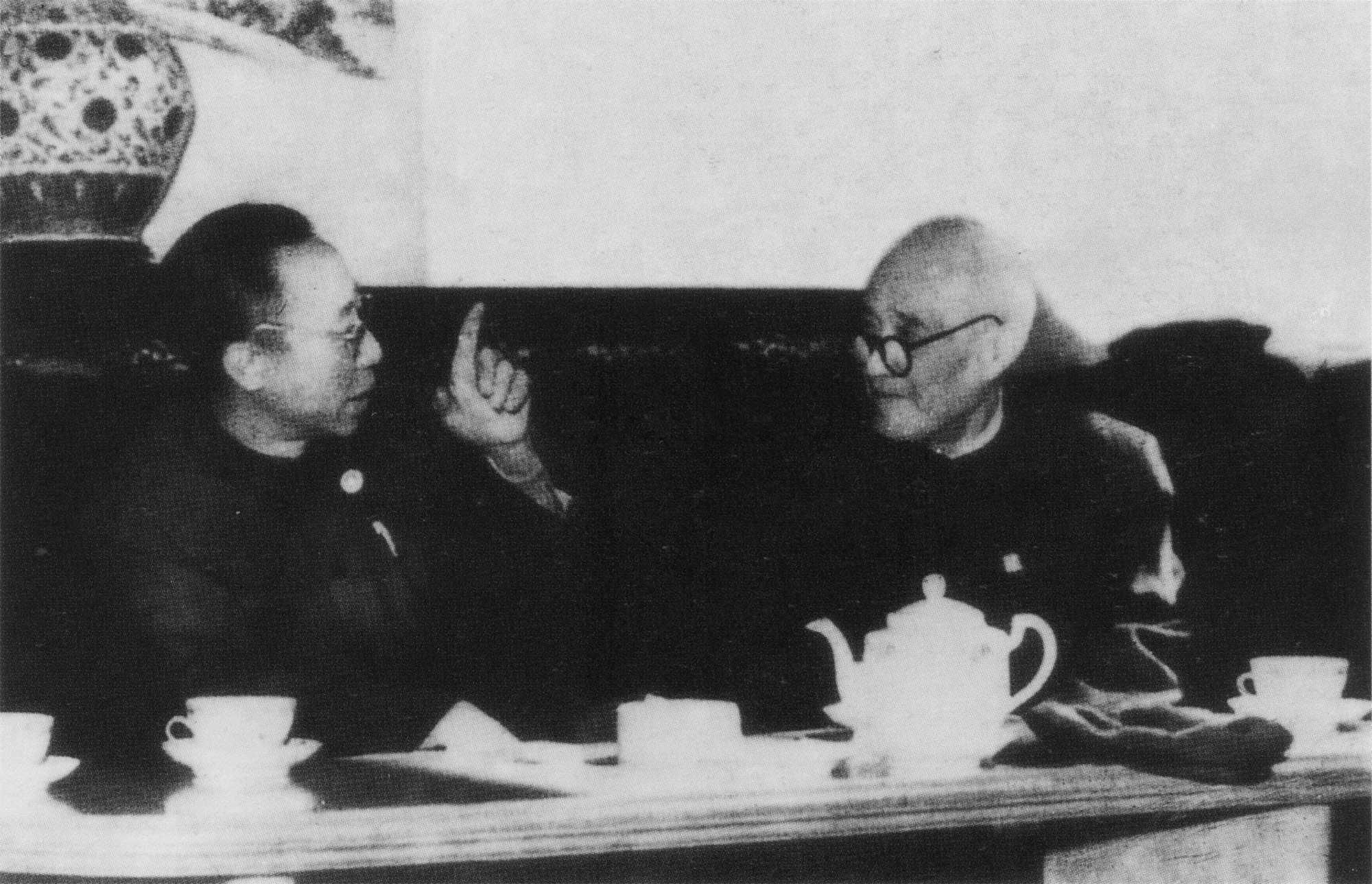
1961年在北京参加辛亥革命50周年纪念活动期间，熊秉坤（右）与溥仪（左）会见。

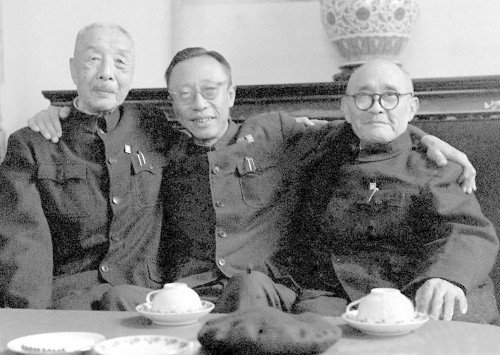
1961年在纪念辛亥革命50周年大会期间，1961年10月13日，在全国政协第四会议室，鹿钟麟（左）、溥仪（中）、熊秉坤（右）的合影

中华人民共和国成立后，熊秉坤历任中南军政委员会参事室参事、湖北省政协常务委员、湖北省人民委员会委员、湖北省参事室参事、政协全国委员会委员、孙中山九十诞辰全国纪念大会筹备委员。1961年，熊秉坤、温楚珩、李白贞3个人代表湖北辛亥老人赴北京参加辛亥革命五十周年纪念大会。其间，在国庆宴会前，溥仪得知熊秉坤也要出席此次宴会，便向中共中央统战部副部长张执一提出想见熊秉坤，获国务院总理周恩来欣然同意。在国庆宴会上，溥仪主动向熊秉坤敬酒。随后，经周恩来安排，溥仪等人同熊秉坤等革命党人正式会见。1964年，全国政协开会，熊秉坤作为湖北省的委员赴北京与会，在国宴上同周恩来谈笑风生，熊秉坤还向周恩来提出希望早日建成辛亥革命纪念馆，获周恩来肯定。
文化大革命爆发后，曾有红卫兵到熊秉坤家抄家，熊秉坤从红卫兵手中夺回了1913年1月大总统袁世凯授予自己的“勋五位章”。1969年5月初，熊秉坤因患感冒而住进医院，后来病情恶化，于5月30日病逝。
其子熊辉奉其遗命，通过湖北省革命委员会主任张体学将其去世的消息告诉了周恩来。周恩来当即作出四项指示：“一、安葬在武昌九峰烈士陵园；二、湖北省革命委员会操办丧事，赠送花圈；三、开追悼会，报纸电台发布讣告和消息；四、慰问家属，听取意见。”湖北省革命委员会随后为熊秉坤举办了遗体告别仪式，告别仪式由湖北省革命委员会副主任、湖北军区司令员韩宁夫主持。熊秉坤葬于武昌九峰山的九峰烈士陵园。

## 著作
- 《辛亥首义工程营发难概述》